# Autoritarism
Autoritarismul este o formă de guvernare care implică o autoritate nelegitimă, în care normele liberale și democratice nu sunt respectate. În regimurile nedemocratice, guvernanții s-au auto-selectat sau dacă au fost aleși, nu pot fi înlăturați de la putere de către cetățeni prin alegeri libere și competitive. În totalitarism, regimurile respective fac uz de o anumită ideologie social-culturală „infailibilă”, prin care încearcă să mobilizeze masele și care nu permite pluralismul politic.
Regimurile autoritare, neavând la bază o singură ideologie, își justifică legitimitatea prin diverse motive, precum patriotism sau naționalism, dezvoltare economică, „justiție socială” și necesitatea de a menține ordinea.
O formă extremă a autoritarismului este totalitarismul.

## Originea termenului
Termenul "autoritarism" a fost introdus în teoria științifică de către teoreticienii Școlii de la Frankfurt, însemnând un anumit set de caracteristici sociale, inerente atât culturii politice cât și conștiinței în masă în general.
Autoritarismul este, în primul rând, un sistem socio-politic bazat pe subordonarea statului sau a liderilor acestuia.
În al doilea rând - o trăsătură socială sau trăsătură de personalitate, în psihologia personalității, caracterizată de încrederea că în societate trebuie să existe loialitate strictă și necondiționată față de un conducător, subordonarea necontestată a oamenilor față de autorități.
Un regim politic compatibil cu principiile autoritarismului înseamnă absența unei democrații autentice, atât în ceea ce privește desfășurarea liberă a alegerilor, cât și în chestiuni de guvernare. Adesea combinată cu dictatura unui individ (un grup individual - o oligarhie), care se manifestă într-un grad sau altul.

## Exemple
Nu există o definiție precisă a autoritarismului, dar se încearcă o serie de măsurători anuale, inclusiv raportul anual al Freedom House despre Freedom in the World.

### Actual
Următoarea este o listă neexhaustivă de exemple de state care sunt în prezent (sau frecvent) caracterizate ca autoritare:
- Algeria sub Abdelaziz Bouteflika (1999–2019) și Abdelmadjid Tebboune (2019–)[1]
- Angola sub People's Movement for the Liberation of Angola Party (1975–)[2]
- Azerbaidjan sub Ilham Aliyev (2003–)[3]
- Bahrain sub Al-Khalifa (1746–)[4]
- Belarus sub Aleksandr Lukașenko (1994–)[5][6] din cauza stilului autoritar de guvernare descris de Lukașenko [7][8][9]
- Burundi sub Pierre Nkurunziza și Évariste Ndayishimiye (2005–)[10]
- Cambodgia sub Khmerii Roșii și Hun Sen (1985–)[11]
- Camerun sub Paul Biya (1982–)[12][13]
- Chad sub Idriss Déby (1990–2021) și Mahamat Déby (2021–)[14]
- Republica Populară Chineză sub Partidul Comunist Chinez (1949–) Unii cercetători au considerat sistemul chinez un "autoritarism fragmentat" (Lieberthal), un "stat negociat" sau un "regim autoritar consultativ"[15]. Potrivit cercetărilor lui John Kennedy, al. (2018), cetățenii chinezi cu studii superioare tind să participe mai puțin la alegerile locale și au niveluri mai scăzute ale valorilor democratice în comparație cu cei care au doar învățământul obligatoriu.[16]
- Republica Democrată Congo sub Mobutu Sese Seko, Laurent-Désiré, Joseph Kabila și Félix Tshisekedi (1965–)[17]
- Republica Congo sub Denis Sassou-Nguesso (1997–)[18]
- Cuba sub Fidel și Raúl Castro (1959–)[19]
- Egipt sub Hosni Mubarak (1981–2011) și Abdel Fattah el-Sisi (2014–)[20]
- Guineea Ecuatorială sub Teodoro Obiang Nguema Mbasogo (1979–)[21]
- Eritrea sub Isaias Afwerki (1993–)[22]
- Gabon sub Omar Bongo și Ali Bongo Ondimba (1967–)[23]
- Ungaria sub Viktor Orbán (2010–) s-a mutat recent mai mult spre iliberalism[24][25]
- Iran sub Ruhollah Khomeini și Ali Khamenei (1981–)[26] Linz a scris în 2000 că "este dificil să se încadreze regimul iranian în tipologia existentă, deoarece combină ideologia deplină a totalitarismului cu pluralismul limitat al autoritarismului și organizează alegeri regulate în care candidații care susțin diferite politici și tradiționale sunt adesea învinși"[27]
- Iordania sub Abdullah al II-lea al Iordaniei[28]
- Kazahstan sub Nursultan Nazarbayev și Qasym-Jomart Toqaev[12]
- Laos sub Partidul Revoluționar Popular din Lao (1975–)[29]
- Maroc sub Mohammed al VI-lea al Marocului[28][30][31]
- Coreea de Nord în conformitate cu regulamentul Kim dynasty și Partidul Muncitoresc Coreean (1947–)[32]
- Oman sub Sultan Qaboos bin Said al Said (1970-2020) și Haitham bin Tariq Al Said (2020-)[33]
- Qatar sub Casa lui Al Thani[34]
- Federația Rusă sub Vladimir Putin (1999–) (vezi  Putinism pentru mai multe) are tendințe spre autoritarism, descris de unii ca "într-adevăr un amestec de autoritarism și democrație gestionată"[35][36][37]
- Rwanda sub Paul Kagame (2000–)[38]
- Singapore este considerat autoritar, mai ales în cadrul Lee Kuan Yew până în 2015.[39][40]
- Arabia Saudită sub Casa lui Saud (1744–)[41]
- Sudanul de Sud sub Salva Kir Mayardit (2011–)[42]
- Siria sub Hafez și Bashar al-Assad (1970–)[43]
- Tadjikistan sub Emomali Rahmon (1994–)[44]
- Thailanda în general Prayut Chan-o-cha care a răsturnat guvernul ales în mod democratic Yingluck Shinawatra într-o lovitură de stat militară și a instalat o juntă militară pentru a supraveghea guvernarea Thailandei (2014–)[45]
- Turcia sub Recep Tayyip Erdogan (2003–) descris ca un "regim autoritar competitiv"[46]
- Turkmenistan sub Saparmurat Nyazow (1991–2006) și Gurbanguly Berdimuhamedow (2006–2022) și Serdar Berdimuhamedow (2022–)[47]
- Emiratele Arabe Unite sub cele șase familii regale ale Emiratelor Arabe Unite (10 februarie 1972-)[48][49]
- Uganda de la independență (1964–)[50]
- Uzbekistan sub Islam Karimov (1989–2016)[51][52] și Șavkat Mirziyoyev (2016-)[53]
- Venezuela sub Hugo Chávez și Nicolás Maduro (1999–)[54]
- Vietnam sub Partidul Comunist Vietnamez (1976–)[55]